# 最好的一天 (歌曲)
最好的一天（英語：Best Day of My Life），收錄於五月天《自傳》專輯，由阿信作詞，石頭作曲，此曲亦為台灣ToyotaSienta車種主題曲。

## 使用
2017年8月19日，台北世大運開幕式的倒數時刻中，被用作背景音樂。